# San Torcuato
Pour les articles homonymes, voir Saint Torquat (homonymie).
San Torcuato est une commune de la communauté autonome de La Rioja, en Espagne.

## Histoire
Jusqu'au XVIe siècle, il s'appelait Villaporquera, ce qui faisait allusion à la chasse des sangliers.
Le saint dont la mémoire est ici évoquée est Torquat d'Acci, apôtre de l'Espagne, évêque d'Acci (Guadix) au Ier siècle.

## Administration
| Période                                  | Période | Identité | Étiquette | Qualité |
| ---------------------------------------- | ------- | -------- | --------- | ------- |
| N/A                                      | N/A     | N/A      | N/A       | Maire   |
| Les données manquantes sont à compléter. |         |          |           |         |